# Řád zlatého rouna (Gruzie)
Řád zlatého rouna (gruzínsky: ოქროს საწმისის ორდენი) je státní vyznamenání Gruzie. Založen byl roku 1998. Hlavou řádu je úřadující prezident Gruzie.

## Historie a pravidla udílení

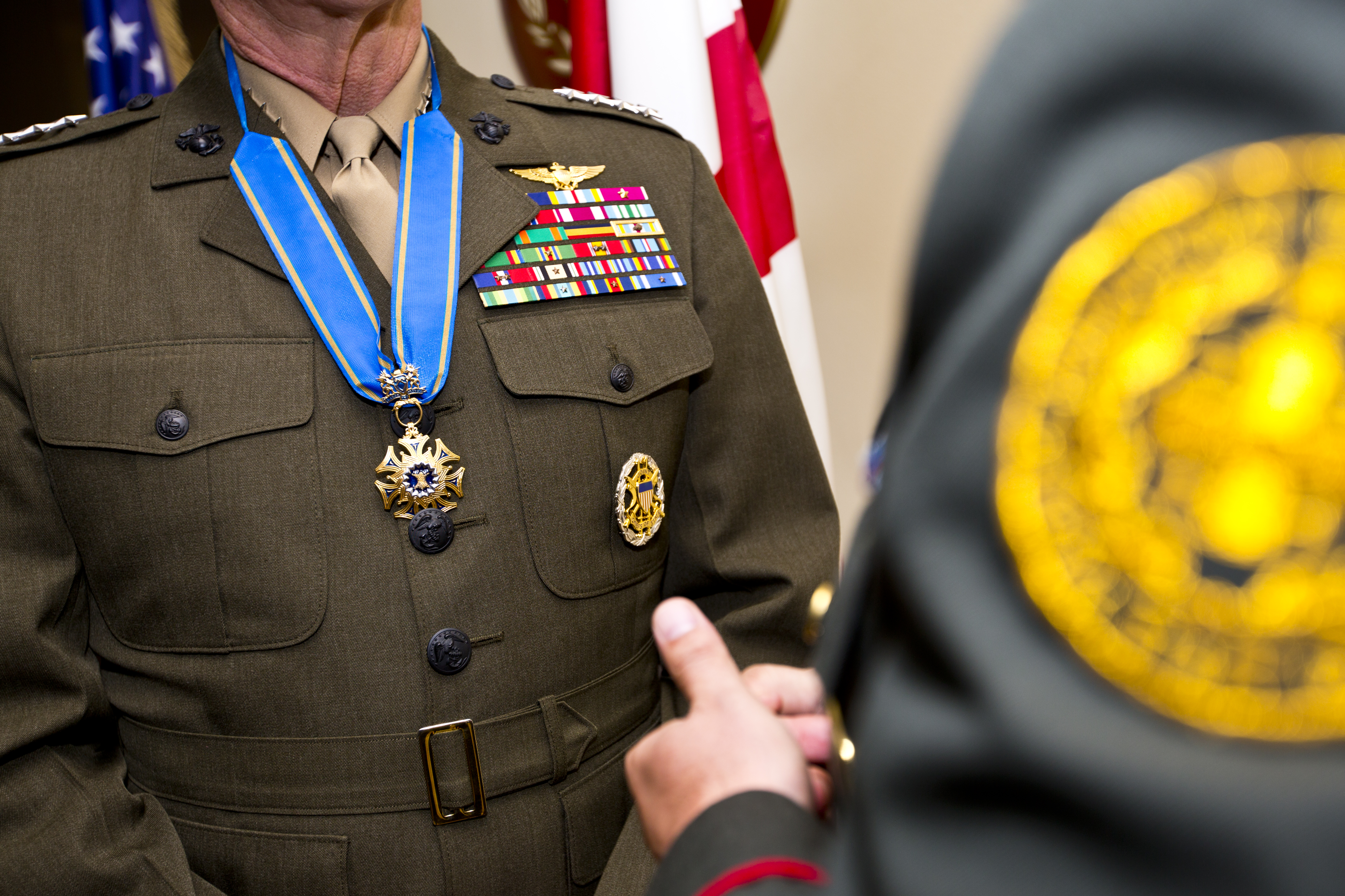
Velitel United States Marine Corps Generál James F. Amos s uděleným gruzínským Řádem zlatého rouna

Řád byl založen zákonem č. 1501 ze dne 26. června 1998. Pojmenován je po mytickém zlatém rounu, které pocházelo z Kolchidy, která se podle tradice nachází v západní Gruzii.
Řád je udílen cizím státním příslušníkům a osobám bez státní příslušnosti, kteří významně přispěli ke zlepšení gruzínské vlády, k zájmům národní obrany, suverenity a ochrany teritoriální jednoty, k vytváření demokracie a svobodné společnosti, k rozvoj užitečných bilaterálních vztahů s cizími státy a mezinárodními organizacemi, k ochraně práv Gruzínců žijících v zahraničí, k popularizaci gruzínské kultury a k rozvoji gruzínské vědy a umění. Řád nemůže být udělen občanům Gruzie a s jeho udělením není spojena finanční odměna.

## Insignie
Řádový odznak má tvar sedmiramenného kříže. Ramena jsou propletena zlatou sedmicípou hvězdou. Uprostřed je modře smaltovaný medailon se zlatým vyobrazením kůže, která symbolizuje zlaté rouno. Ke stuze je odznak připojen pomocí přechodového prvku v podobě štítu drženého dvěma gryfy. Pod štítem je červeně smaltovaná stuha s nápisem LABOR PRO GEORGIA.
Stuha je modrá se dvěma žlutými pruhy po stranách.